# 1972 في السعودية
تحتوي هذه المقالة على أهم الأحداث التي شهدتها السعودية في 1972، إضافة إلى أهم الشخصيات السعودية التي وُلدت أو تُوفيت في هذه السنة.

## السياسة

### الحكم
الملك: فيصل بن عبد العزيز آل سعود

## أحداث
- حصول السعودية على حصة 20 بالمائة من أرامكو، وهي بذلك تقلل من حجم تحكم الولايات المتحدة بالنفط السعودي.[1]
- تأسيس مستشفى قوى الأمن.

### فبراير
- 8: مناورة عسكرية للقوات المسلحة في منطقة الجنوب تحت اسم "بدر الكبرى" برعاية الأمير فهد بن عبدالعزيز النائب الثاني لرئيس مجلس الوزراء ووزير الداخلية.[2]
- 8: وزارة المعارف تفتتح معهدي التربية الفكرية للبنين و البنات بالرياض بعد تجهيزها بالمتطلبات اللازمة و تزويدها بالمدرسين و المدرسات من ذوي الخبرة وقد تم قبول 50 طالبًا بمعهد التريبة الفكرية للبنين و 25 طالبة بمعهد التربية الفكرية للبنات. [3]

### مارس
- 14: افتتاح طريق الشارقة - رأس الخيمة والذي أمر الملك فيصل بن عبدالعزيز بانشائه على حساب المملكة و مساهمة من جلالته في دعم امارات الخليج حيث يبلغ طول الطريق 83 كم.[4]
- 14: صدور ثلاثة مراسيم ملكية يقتضي أحدها بتعديل مادة من نظام دائرة النفوس و الثاني بالموافقة على تأسيس شركة كهرباء مساهمة في الحفر والثالثة بالموافقة على نظام جامعة الملك عبدالعزيز.[5]

- 15: انطلاق النسخة الثانية من بطولة كأس الخليج العربي التي استضافتها السعودية.[6]
- 28: إقامة الحفل السنوي الكبير لسلاح الفرسان بالحرس الوطني في طريق خريص بحضور الملك فيصل بن عبدالعزيز آل سعود و كبار المسؤولين.[7]
- 28: وصول أولى طائرات البوينج الجديدة من طراز 737 وانضمامها إلى اسطول طائرات مؤسسة الخطوط الجوية العربية السعودية.[8]

### أبريل
- 17: تأسيس الهيئة السعودية للمواصفات والمقاييس والجودة (SASO).[9]

### يوليو
- 11: الملك فيصل بن عبدالعزيز آل سعود يصدر الموافقة على قرار مجلس الوزراء باعفاء ما يستورد من السكر خلال سبعة أشهر من الضرائب نتيجة للأزمة الحادة التي يمر بها العالم جراء نقص السكر.[10]
- 18: الجامعة العربية تؤيد موقف المملكة العربية السعودية تجاه شركات البترول بشأن مشاركة الدول المنتجة للبترول في ممتلكات شركات البترول.[11]
- 18: مدير فرع مصلحة الأشغال العامة بأبها يعلن عن تنفيذ مشاريع ضخمة في أبها وجيزان شاملة: بناء دار التربية الاجتماعية بأبها، بناء مركز التدريب المهني بأبها،  ترميم المستشفى العام بأبها، ترميم مستشفى العزل بأبها، ترميم المستشفى العام بنجران، بناء مستوصف الريث بجيزان، ترميم مستوصف رنية ببيشة ومستوصف الملاريا ببيشة، بناء الهلال الأحمر السعودي بأبها، بناء مبنى محكمة بيشة، ترميم مستشفى بيشة، بناء وترميم 35 مسجد. [12]
- 25: وزارة المعارف تقيم معرض الكتاب في مبنى دار الكتب الوطنية بجامعة الرياض ويضم المعرض عدة أجنحة وهي: جناح جامعة الرياض، جناح جامعة الملك عبدالعزيز في جدة، جناح كلية البترول والمعادن، جناح إدارة الكتاب، جناح وزارة الاعلام، جناح معهد الادارة العامة، جناح الكليات والمعاهد العلمية، جناح مؤسسة بترومين.[13]

### أغسطس
- 18: الملك فيصل بن عبدالعزيز يوافق على نظام الآثار من مجلس الوزراء الصادر بمرسوم ملكي.[14]

- 26: مشاركة السعودية في الألعاب الأولمبية الصيفية لأول مرة، وقد أقيمت في ميونخ في ألمانيا الغربية.

### سبتمبر
- 13: تأسيس دارة الملك عبد العزيز.[15]

### أكتوبر
- 3: قيام وزير البترول السعودي أحمد زكي يماني وممثل الشركات النفطية التي لها امتيارات في منطقة الخليج، يوقعان اتفاقاً في نيويورك عُرف بـ "الاتفاق العام للمشاركة"، وقد صادقت عليه كل من السعودية والإمارات وقطر.[16]

## مواليد
- ناصر البحري، أحد أعضاء تنظيم القاعدة سابقاً وهو يمني ولد في السعودية.
- يوسف القفاري، رجل أعمال شغل عدة مناصب إدارية في عدد من القطاعات.

### يناير
- 5: رمزي الدهامي، فارس يتسابق في قفز الحواجز.[17]

### فبراير
- 14: شاكر العليان، لاعب كرة قدم شغل مركز حارس مرمى.

### أبريل
- 11: عواد العواد، رئيس هيئة حقوق الإنسان السعودية.

### يونيو
- 25: سليمان الحديثي، لاعب كرة قدم سابق.

### أغسطس
- 2
  - شاكر الشجاع، لاعب كرة قدم سابق.[18]
  - محمد الدعيع، لاعب كرة قدم سابق شغل مركز حارس مرمى.[19]
- 10: عيسى الغيث، أكاديمي وباحث إسلامي شغل عدة مناصب.[20]
- 13: هاني حنجور، طيار وأحد المتهمين في أحداث 11 سبتمبر.[21]
- 18: إبراهيم الحلوة، لاعب كرة قدم سابق شغل مركز حارس مرمى.[22]
- 21:
  - الحسن اليامي لاعب كرة قدم سابق.[23]
  - سالم سرور العلوي لاعب كرة قدم سابق.[24]

### أكتوبر
- 8: حمزة إدريس لاعب كرة قدم سابق.[25]
- 13: فؤاد أنور لاعب كرة قدم سابق.[26]
- 29: منصور الموسى لاعب كرة قدم سابق.[27]

### ديسمبر
- 11: سامي الجابر لاعب ومدرب كرة قدم سابق.[28]
- 15: خالد الرويحي لاعب كرة قدم سابق.[بحاجة لمصدر]

## وفيات
- حمزة شحاتة أديب وشاعر.[29]

### يناير
- 19: محمد سرور الصبان، أديب ووزير سعودي.[30][31]

### يوليو
- 7: طلال بن عبد الله بن حسين، أحد أبناء الملك عبد الله الأول بن الحسين وثاني ملوك الأردن من مواليد مكة (و. 1909).